# Timaspis lampsanae
Timaspis lampsanae är en stekelart som först beskrevs av Jean Pierre Omer Anne Édouard Perris 1873.  Timaspis lampsanae ingår i släktet Timaspis och familjen gallsteklar. Inga underarter finns listade i Catalogue of Life.